# رامونا یونگ
رامونا یونگ (انگلیسی: Ramona Young؛ زادهٔ ۲۳ مهٔ ۱۹۹۸ ‏(۲۶ سال)) بازیگر، بازیگر تلویزیون، و بازیگر سینما اهل ایالات متحده آمریکا است. وی از سال ۲۰۱۰ میلادی تاکنون مشغول فعالیت بوده‌است.
از فیلم‌ها یا برنامه‌های تلویزیونی که وی در آن نقش داشته‌است می‌توان به افسانه‌های فردا، هرگز تا به حال نداشته‌ام اشاره کرد.